# Marcondes Marchetti
Marcondes Marchetti (Dona Emma, 24 de novembro de 1943) é um advogado e político brasileiro.

## Vida
Filho de Manuel Marchetti e de Alma Marchetti, bacharelou-se em direito.

## Carreira
Foi deputado à Assembleia Legislativa de Santa Catarina na 10ª legislatura (1983 — 1987), eleito pelo Partido Democrático Social (PDS).